# Панацея
Панацея (на гръцки: Πανάκεια, „вселечителка“; в преносен смисъл панацея означава лек за всичко, (решаване на проблем), в древногръцката митология е дъщеря на Асклепий и Салус (или Епионе). Богиня на лечението и медицината. Тя е олицетворение на лечението с билки.
Една от най-големите и добре запазени находки по нашите земи са намерените в Пловдив изображения на мраморен фриз от 2 век на всеки един от членовете на семейството на Асклепий, включително на Панацея.